# 大白森
大白森（おおしろもり）は、秋田県の北東部に位置し、秋田の小和田瀬川と岩手の葛根田川源流の山である。山頂は平坦になっており、そこに広大な高層湿原がある。
ここでは、南約1500mにあり大白森同様に山頂が平坦になっていて、高層湿原がある小白森のことも記述する。

## 概要
鶴の湯温泉駐車場の横にある鳥居が登山口になっている山である。2分程度林間を進むと、林道に出会う。この林道を左に10m程度行ったところが、登山口になっている。杉の植林地を過ぎて、唐松林の金取沢を登ると、金取清水の水場がある。この水場は枯れるときもあるが、登山者の口を潤している。
その後、急坂のブナ林を登ると裏岩手縦走路との分岐点の鶴の湯分岐に出会う。途中の標高900m程度の場所にわき水が出る場所があるが、枯れることも多い。鶴の湯分岐をまっすぐに進むと、木道と小規模の高層湿原がある小白森山山頂に着く。小白森はアオモリトドマツやミネカエデなどの低木に囲まれている。さらに、ブナとアオモリトドマツの混合林の中の登山道を登ると、視界が広がり大白森山の木道に出る。山頂の高層湿原には、ワタスゲやニッコウキスゲ、キンコウカなどが咲く。周囲には秋田駒ヶ岳や岩手山、乳頭山、八幡平などの山々に囲まれ眺望も良い。
大白森は南八幡平縦走コースの途中にあり、大白森周辺は山菜が豊富で季節によっては沢山の登山者が山菜を採っている。南八幡平縦走コースは、藩政時代にも記録されているが、1961年に国体登山コースとして、秋田県田沢湖町生保内営林署によって整備されたものである。同時に大白森に収容人数20名の大白森山荘、曲崎山に岩谷山荘が建築された。山名の由来は定かではないが、藩政時代には「大城森」（おおしろもり）と呼ばれていた。また、小白森山は「小城森」（こしろもり）と呼ばれていた。

## 大白森の周囲
大白森山頂を過ぎて南八幡平縦走コースを進むと、標高1025mの場所に大白森避難小屋がある。木造2階建てで、1階部分はストーブが設置されたコンクリート床になっており、2階部分に5人程度が就寝できるスペースがある。縦走路上の大白森避難小屋の看板がある場所は道路が十字路状になっており、下りの細い道の方を進むと1分程度で水場につく。沢の水自身は細いが、沢を少し登ると水が湧いている場所につく。
この大白森の東北東5.4kmには同名の大白森(1,269m・雫石町)があるが、登山道はない。この山も山頂部が平坦な高層湿原になっていて、別名葛根田大白森、南部大白森とも言われている。
大白森避難小屋の東には姫潟がある。幅100mで長さ300mの瓜実顔のような優美な瑠璃色の水面である。この沼には高山の秘境のためか魚が居なかったが、伊藤金兵衛はフナの稚魚を15km離れた先達から背負ってきて、放流を15年続けた。途中で何度も水を取り替えたり、稚魚が死んだりして苦労をしたという。その後、伊藤金兵衛は1日に15cm程度のフナを30匹ぐらい釣ったという。姫潟に至るにはヤブをかき分けて進む必要がある。

## 江戸時代の記録
小城森(小白森)という山の上に泉水がある。3間から5間ばかりもあろうか。深さは4尺ぐらいの清水の底が見える。この水は土用でも乾かないが、御用以外で水を汲めば天候が荒れる。御用だとしても、物を洗ったり、何かを捨てればたちまち風雨になる。これは拠人(こにん、秋田藩の藩境を守る役人)始め、村の者がことごとく言っている。台の上に田の形があって、それが田代と名付けた理由だ。

## 大白森の山男（サンカ）
千葉治平の4代前の先祖に、堀川小太郎常義という人がいた。秋田藩の山廻り番をして、国境を巡回したり南部藩禁制の名馬を移入し、天保の飢饉で壊滅状態になった秋田藩の馬産を復活させた。堀川は不思議な山男（サンカ）の記録を残している。
1864年（元治元年）田沢村御野馬牧場の長九郎という百姓が、小白森へタケノコ取りに行って行方不明になった。長九郎は鶴の湯の湯守の六蔵じいさんと同行しタケノコ取りに出かけた。大白森、小白森に近い鶴の湯はタケノコ取りの基地となっていた。長九郎は藪の中で「ホーイ」と大声を出してタケノコ取っていたが、六蔵はそれを捨て置いた。昼近くになって、六蔵が約束の湿地の畔に降りてみたものの、長九郎は姿を見せなかった。六蔵は胸騒ぎがするので元の藪で長九郎を探したものの見つからない。一人で湯小屋に降りて、タケノコ汁を温めて長九郎を待った。長九郎はとうとうその日は戻らないので、翌日六蔵は3里の山道を駆けて村に急を告げた。御野馬牧場の支配人、堀川小太郎は六蔵を「もし南部藩に抜ければ、役人によって処刑されてしまうぞ」と叱った。長九郎の家族も絶望のあまり唯おろおろしているだけで、若い長九郎の妻は泣き崩れていた。マタギを中心とした捜索隊が放たれ、捜索は何日も続いたがついに長九郎は見つからなかった。翌1865年（慶応元年）の春、堀川は秋田藩の密命を受け、地理に詳しいマタギや木こりを山に放って国境警備の状況を偵察した。その結果、喜左衛門というマタギが大白森と南部大白森に囲まれた河内の沢で偶然、白骨死体を発見した。着物はボロボロになってちぎれ、捨て置くことはできず彼は骸骨を担いで村に帰った。
翌1866年の早春、喜左衛門マタギは乳頭山と秋田駒ヶ岳の中間にある笊森(1541m)へカモシカ狩りにでかけた。それは樹氷が見られる季節であった。喜左衛門は鞍部近くにたどり着くと、山頂にいる異形の人影を見つけた。喜左衛門が大声を出して脅すと、異形の者は驚いて、一瞬顔を向けた。それは死んだはずの銅屋長九郎だった。長九郎は見破られたと思ったのか、飛ぶように鞍部を走り南部側の雪渓を滑り落ちるようにしてモロビの林の中に姿を消した。喜左衛門の話は、村人を震撼させた。長九郎の亡霊だとか、南部の山役人の手下になり国境を偵察しているのではないかという説を唱えた。長九郎の妻は、山神様に祈りを捧げ、肝煎のちからにすがって山狩りを続けるように願い出た。六蔵は食料を持って捜索をしようと鶴の湯に行った。そこに喜左衛門が黒湯で人の足跡を発見したと飛び込んで来た。南部領から秘かに黒湯に湯治に来ている者がいるという。黒湯には湯守がいなかった。喜左衛門と六蔵は一緒に黒湯に登った。8日目の夕暮れ、六蔵が外の湯壺を覗くと、岩陰にけだもののようにうずくまっている者がいる。2人が連れだって湯壺に行くと、髭面で人相は変わっているが、長九郎のように見える。2人は喜びと驚きの中、湯小屋に長九郎を連れて行った。しかし、長九郎はなぜかぐったりとして炉端に崩れうなじを垂れてしまう。「南部の村役人もいない。もう安心して良いぞ」と言っても「俺は死んだと思ってくれ。俺を見たと言わないでくれ」と返す。訳を聞くと、一部始終を語り始めた。
2年前、長九郎は六蔵とはぐれたあと、小白森、大白森を越え南部領に迷い込んだ。疲労で昏睡状態に陥った後、気づくと杣小屋のようなところに横たわり、毛皮を着た髭面の目が光る男と、若い女が彼を介抱していた。二人とは言葉が通じず、小屋にはまれに山の人間達が立ち寄っては去って行く。二人は献身的に長九郎を介抱し、長九郎は次第に健康を快復していった。若い女は年頃で、長九郎は妻があることは秘めて、娘と恋に落ちていった。彼らは定住の地を持たず、熊野や飛騨、信濃などの山地を漂泊しているらしい。冬になると南の地方に移動する彼らは、長九郎の為に、一冬をその地方で過ごし、彼を介護し、若い女は長九郎の子を身ごもっていた。次の年、南の国に移動することを躊躇する長九郎だが、ある秋の日に山男の父が山役人に撃たれ血まみれになってしまう。傷ついた山男の父を介抱し、長九郎は父を黒湯の湯の華を採って来たり薬草を集めたりした。南の地に行く季節は三月、それまでに長九郎は黒湯に往復して湯の華を集め、そのために喜左衛門や六蔵に目撃された。
彼は語りながら涙をボロボロとこぼした。喜左衛門や六蔵は呆然として聞いていると、長九郎は突然身を起こし「長九郎は死んだものと伝えてくれ！俺は南に行く。嶺の上に雪が落ちたら、長九郎のことを思い出してくれ」と言って湯小屋から飛び出した。「待ってくれ、長九郎」と叫んで追いかけても、長九郎の姿はブナの林の中に見えなくなって行った。

## 参考文献

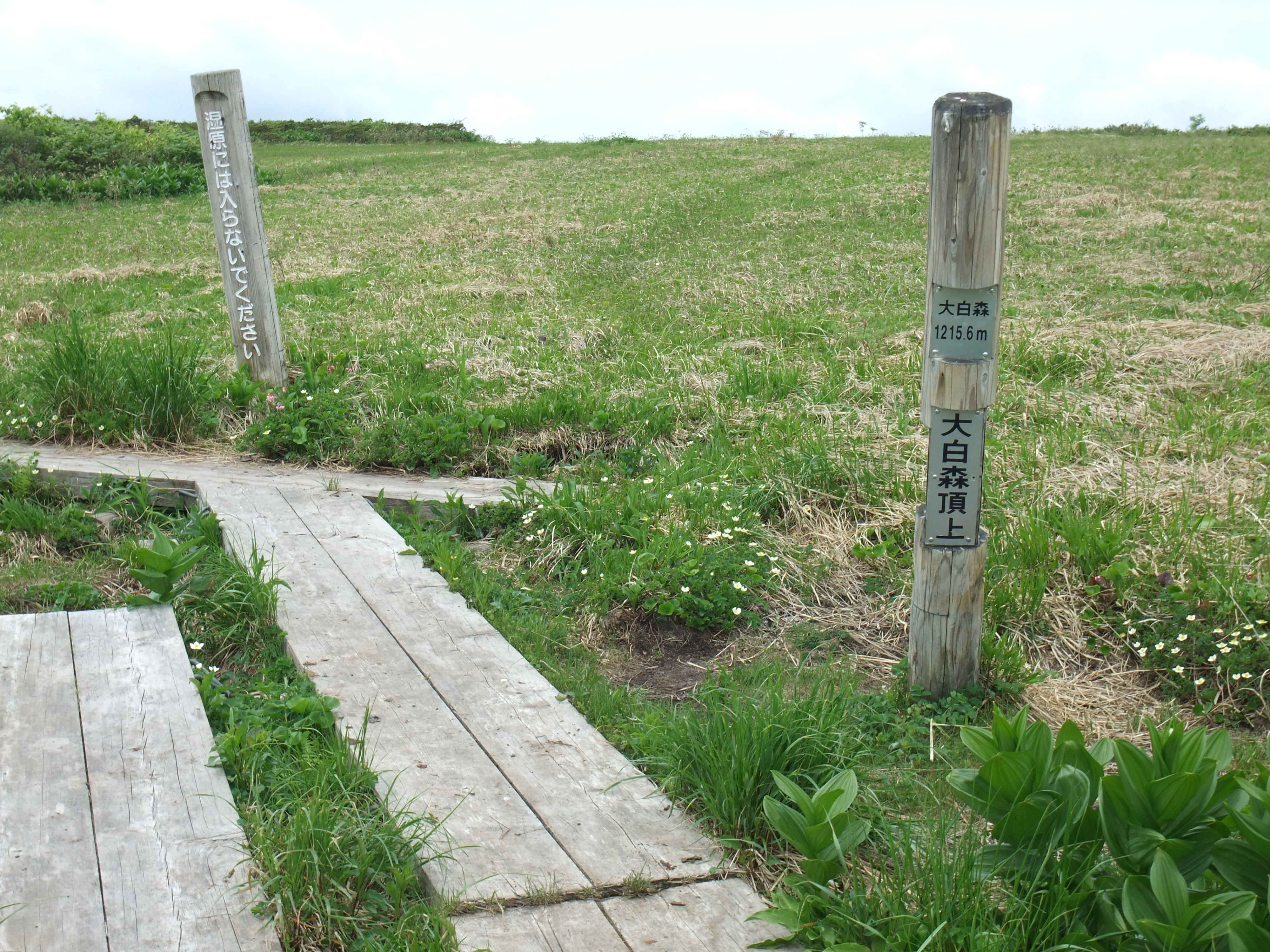
高山植物が咲く平坦な大白森山頂(2011年6月)
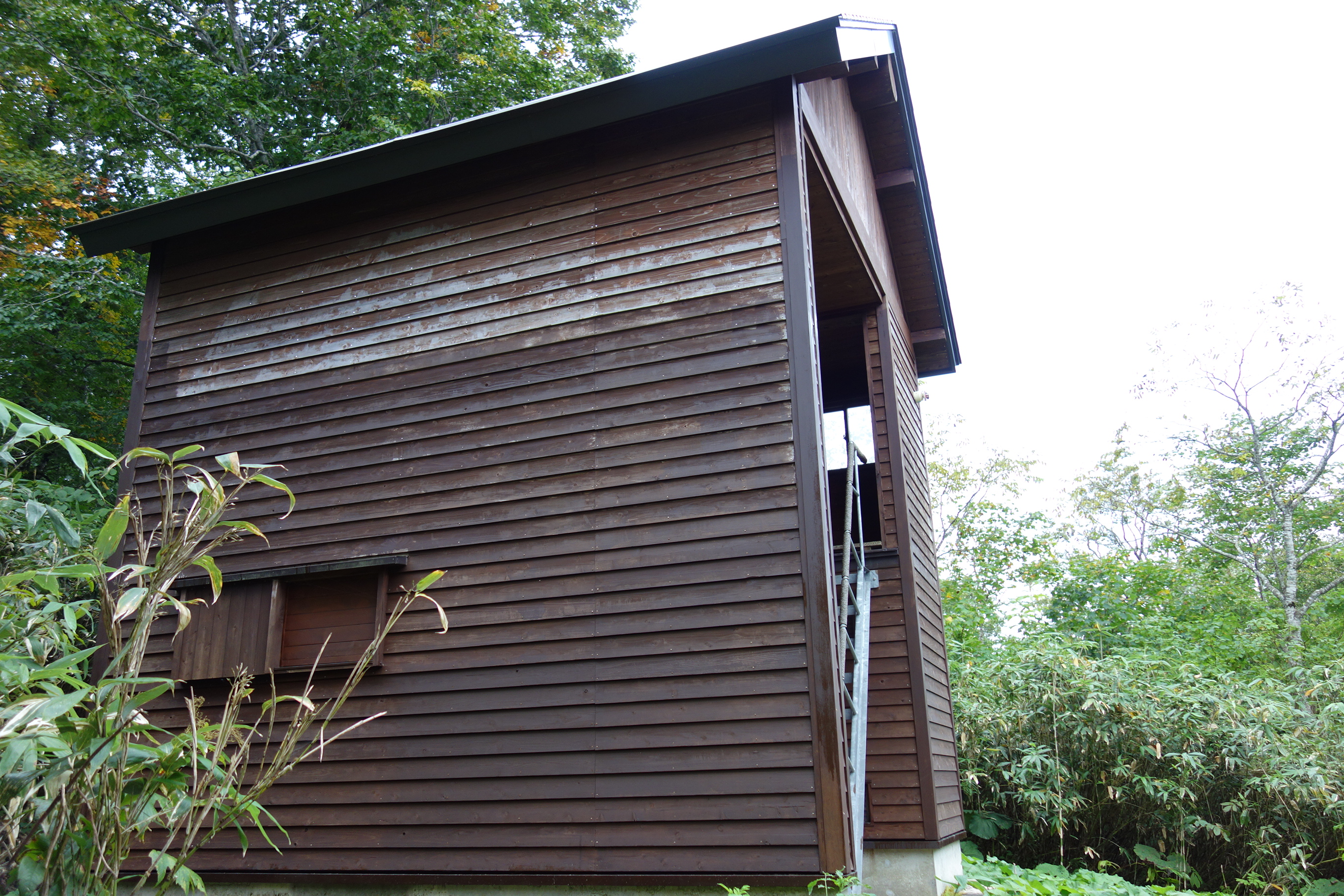
大白森避難小屋(2016年9月)
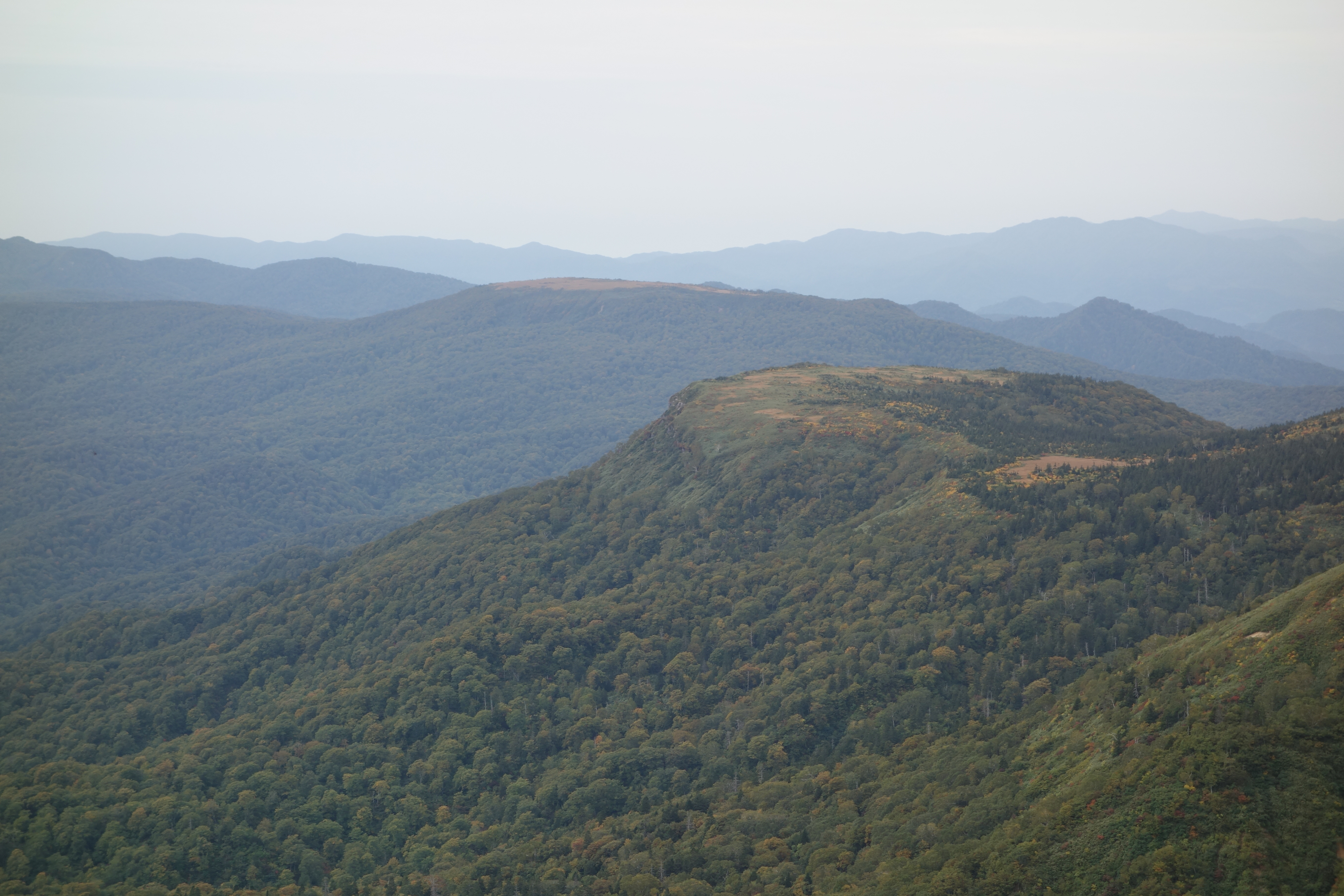
小畚山から見た大白森（奥）と南部大白森（手前右）(2019年9月)